# Иркабаев-Этайн, Олег Геннадьевич
Оле́г Генна́дьевич Иркаба́ев-Эта́йн (14 марта 1955, Тынбаево, Мишкинский район, Башкирская АССР, РСФСР, СССР) ― марийский советский и российский театральный деятель, режиссёр-постановщик. Один из инициаторов создания и бессменный руководитель Марийского театра юного зрителя (с 2015 года ― Марийского республиканского театра-центра для детей и молодёжи) (с 1991 года), профессор Марийского государственного университета. Заслуженный деятель искусств Российской Федерации (2005). Лауреат Государственной премии Республики Марий Эл имени М. Шкетана (1999) и четырежды ― Национальной театральной премии имени Й. Кырли (2002, 2005, 2011, 2014).

## Биография
Родился 14 марта 1955 в д. Тынбаево Мишкинского района Башкирской АССР.
В 1977 году окончил режиссёрско-театральное отделение культурно-просветительного факультета Московского государственного института культуры, в 1987 году ― факультет режиссуры драмы ГИТИСа с отличием. 
В 1979―1983 годах ― артист, в 1987―1989 годах ― режиссёр Марийского театра драмы имени М. Шкетана. В это же время возглавлял театр-студию при Марийском государственном университете.
В 1989―1990 годах работал в Тульском и Ставропольском драматических театрах.
В 1990―1991 годах ― режиссёр Республиканского русского драматического театра Марийской АССР.
С 1991 года является инициатором создания и бессменным руководителем Марийского театра юного зрителя (с 2015 года ― Марийского республиканского театра-центра для детей и молодёжи).
С 1990 года ― преподаватель Музыкального училища имени И. С. Палантая и с 1994 года — преподаватель Марийского республиканского колледжа культуры и искусств имени И. С. Палантая в г. Йошкар-Оле. Является профессором кафедры культуры и искусств Марийского государственного университета.
В настоящее время живёт и работает в г. Йошкар-Оле. 

## Творческая деятельность
Во время окончания ГИТИСа поставил дипломный спектакль «Пытартыш кече» («Последний срок») по повести В. Распутина.
За время работы актёром в Марийском театре драмы имени М. Шкетана сыграл более 10 ролей.
В Марийском театре юного зрителя поставил около 50 спектаклей на марийском и русском языках. Также поставил в Марийском государственном театре оперы и балета имени Э. Сапаева национальные оперы Э. Сапаева «Акпатыр» (1992) и Э. Архиповой «Алдиар» (2001).
На Марийском телевидении впервые осуществил постановку телеспектакля «Тургым» («Страда», 1990) и первого марийского телесериала «Чоныштем илет» («С тобой и без тебя», 1997), а в 2013 году — художественного фильма «Ял ӱмбалне мужыр йӱксӧ» («Над деревней пара лебедей»).
В 1999 году он стал лауреатом Государственной премии Республики Марий Эл имени М. Шкетана. Является неоднократным лауреатом Национальной театральной премии имени Й. Кырли в номинации «Лучшая режиссура»: «Каргалтше йоратымаш» (Л. Петрушевская. «Уроки музыки», 2002), «На дне» М. Горького (2005), «Кунам кӱдырчӧ кӱдырта» (Г. Гордеев. «Когда грянет гром», 2011), «Рошто поран ― Кугече йӱр» (Л. Шемйэр, З. Дёмина. «Буран в Рождество ― Дождь в Пасху», 2014), поставленные на сцене Марийского театра юного зрителя, и «Кожла кокласе омо» (В. Шекспир. «Сон в летнюю ночь», 2007), «Ачийжат-авийжат» (Я. П. Майоров-Шкетан. «Эх, родители», 2009), поставленные в Марийском национальном театре драмы имени М. Шкетана.
Участник и дипломант всероссийских и межрегиональных театральных фестивалей. В 2006 году в г. Тюмень спектакль «На дне» в его постановке отмечен специальным призом V Международного театрального фестиваля «Золотой конёк» (Тюмень, 2006) «За лучший актёрский ансамбль».
За значительный вклад в развитие театрального искусства награждён специальными дипломами Министерства культуры и Правительства Республики Марий Эл, также памятными медалями им. Й. Кырли и «К 100-летию М. А. Шолохова».
В 2005 году за заслуги в области культуры и искусства, многолетнюю плодотворную работу ему присвоено почётное звание «Заслуженный деятель искусств Российской Федерации».

## Основные постановки
Список основных постановок О. Г. Иркабаева-Этайна:
- «Пытартыш кече» («Последний срок», В. Распутин)
- «Шарады Бродвея» (по пьесе «Всё о Еве», М. Орр, Р. Дэнем)
- «Савик» (Н. Игнатьев)
- «Цыганское счастье» (И. Митрофанов)
- «Эргымлан кузык» («Приданое для сына», М. Рыбаков)
- «Эх, илышет, шеремет!..» («Ах ты, жизнь наша!..», М. Шкетан)
- «Альмандар из деревни Альдермеш» (Т. Миннуллин)
- «Окса мешак» («Денежный мешок», М. Рыбаков)
- «Князь Ортомо», «Болтуш», «Не преклонюсь…» (Г. Гордеев)
- «Дядя Ваня» (А. Чехов)
- «Гроза» (А. Островский)
- «Любовь — книга золотая» (А. Н. Толстой)
- «Мурлин-Мурло» (Н. Коляда)
- «Акпатыр» (Э. Сапаев) (1992)
- «Алдиар» (Э. Архипова) (2001)
- «Каргалтше йоратымаш» («Уроки музыки», Л. Петрушевская) (2002)
- «На дне» (М. Горький) (2005)
- «Кунам кӱдырчӧ кӱдырта» («Когда грянет гром», Г. Гордеев) (2011)
- «Рошто поран ― Кугече йӱр» («Буран в Рождество – Дождь в Пасху», Л. Шемйэр, З. Дёмина) (2014)

## Признание
- Заслуженный деятель искусств Российской Федерации (20.12.2005)[3][4] — за заслуги в области культуры и искусства, многолетнюю плодотворную работу[10]
- Заслуженный деятель искусств Республики Марий Эл (1997)[3][4]
- Государственная премия Республики Марий Эл имени М. Шкетана (1999)[3][4]
- Национальная театральная премия имени Й. Кырли (2002, 2005, 2011, 2014)[3][4]
- Специальный приз V Международного театрального фестиваля «Золотой конёк» в номинации «За лучший актёрский ансамбль» (г. Тюмень, 2006)[3][4]
- Диплом Международного фестиваля театров финно-угорских народов «Майатул» (г. Йошкар-Ола, 2010)[3][4]
- Победитель фестиваля «Йошкар-Ола театральная» в номинации «Лучшая режиссура» (2003, 2005)[3][4]
- Памятная медаль «К 100-летию М. А. Шолохова»[3]
- Памятная медаль «Йыван Кырла. 1909–2009» (2009)[3]